# Liolaemus ubaghsi
Liolaemus ubaghsi — вид ігуаноподібних ящірок родини Liolaemidae. Ендемік Чилі.

## Поширення й екологія
Liolaemus ubaghsi відомі з типової місцевості, що лежить у високогір'ях Анд у регіоні О'Хіггінс, та з іншої місцевості, яка лежить у Національному парку Ріо-Кларільо в регіоні Сантьяго. Вони живуть на високогірних луках, порослих невисокими чагарниками, серед скель. Зустрічаються на висоті від 1870 до 2210 м над рівнем моря. Є живородними.